# In de Verzekering tegen de Grote Dorst

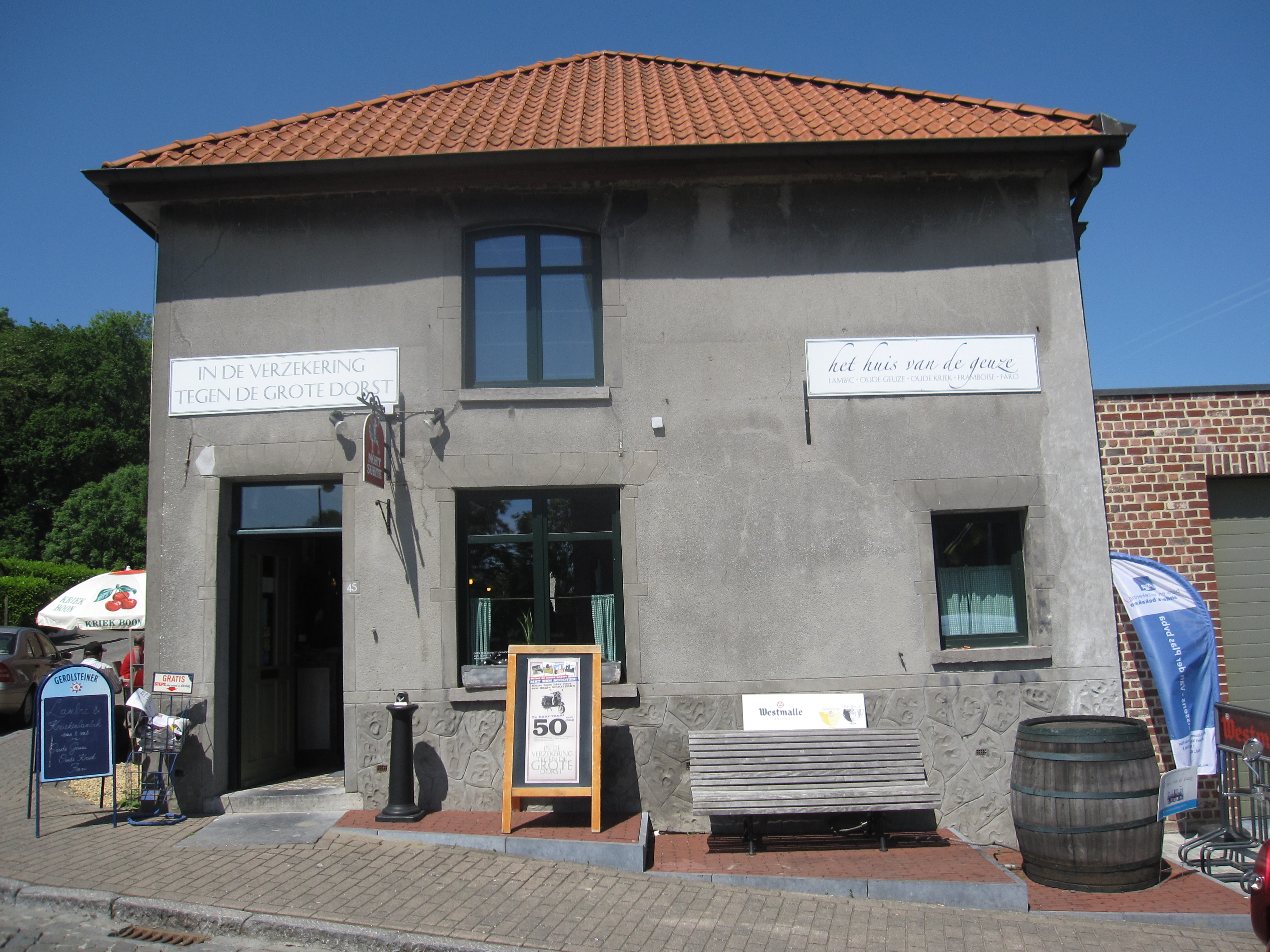
Voorgevel van In de Verzekering tegen de Grote Dorst, 2012.

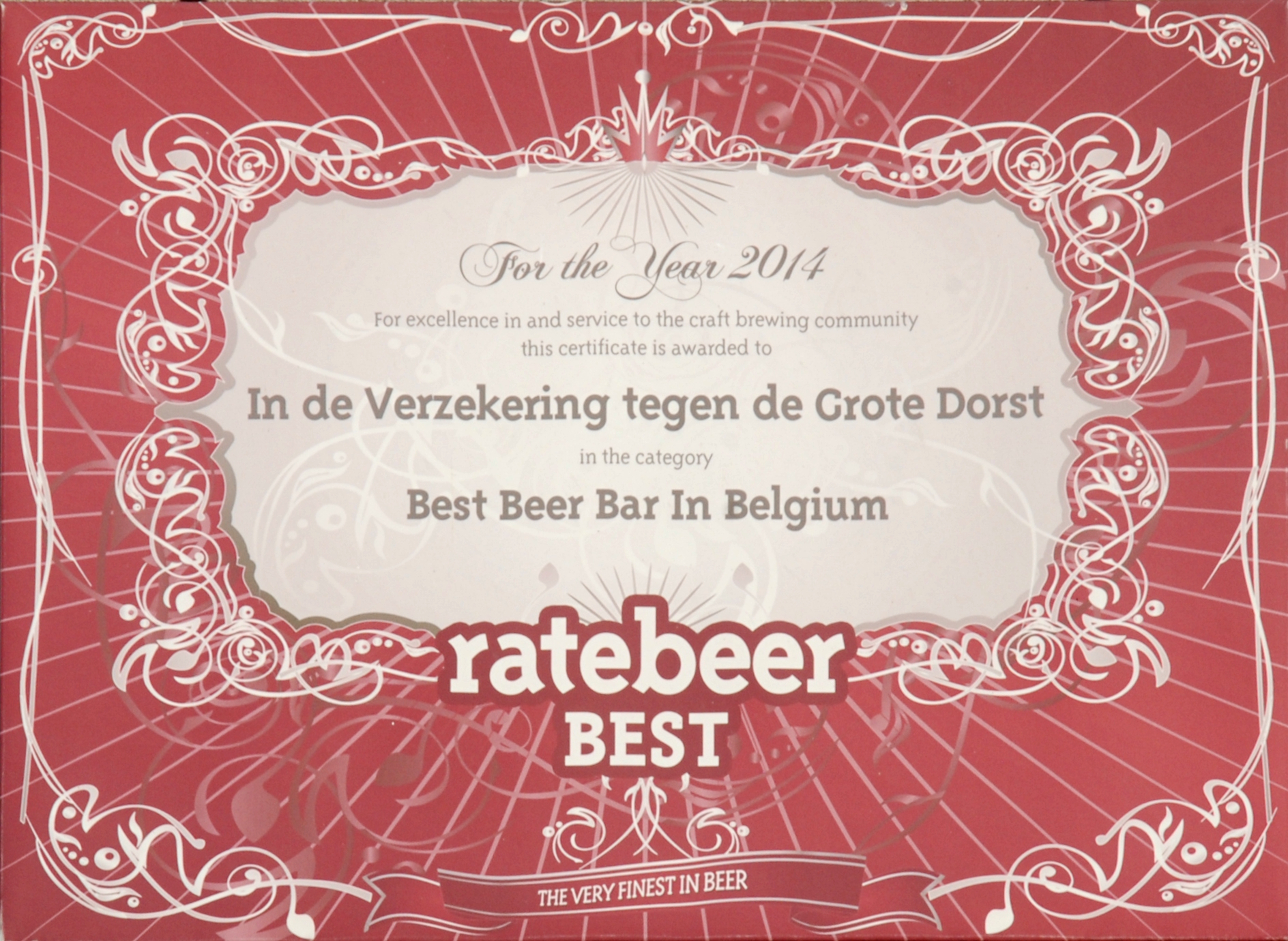
Best Beer Bar In Belgium 2014.

In de Verzekering tegen de Grote Dorst is een typisch volkscafé in het Pajottenland. De kroeg ligt in het centrum van Eizeringen (Lennik) en maakt samen met de Sint-Ursulakerk en kasteel Neufcour deel uit van het beschermd dorpsgezicht.
In de Verzekering tegen de Grote Dorst specialiseert zich in de bieren van het Pajottenland en de Zennevallei, zoals lambiek, geuze en kriek.
Omdat de herberg gedurende meer dan vier decennia slechts drie en een half uren open was op zon- en kerkelijke hoogdagen, werd de herberg ook wel het café met de langste naam en met de kortste openingsuren genoemd. Sedert januari 2017 is het café op zon- en kerkelijke hoogdagen open van 10.00 tot 20.00 uur.

## Prijzen
In 2009 kreeg het café de titel 'Strafste café van Vlaanderen' na een stemming georganiseerd door Vlaanderen Vakantieland en Toerisme Vlaanderen.
Het café werd in 2018 en 2019 verkozen tot 'beste bierbestemming ter wereld', door de gebruikers van de website RateBeer. Eerder won het ook al meerdere keren de awards voor 'beste biercafé van België' en 'beste biercafé ter wereld'.

## Geschiedenis
De herberg is een van de oudste gebouwen van het dorp. Het café zou gebouwd zijn met de overschot van de bakstenen waarmee de Sint-Ursulakerk gebouwd is medio negentiende eeuw. De kadastergegevens gaan alleszins terug tot 1842.
Eind 1999 zette de toenmalige uitbaatster Margriet De Maeght (85) In de Verzekering tegen de Grote Dorst te koop. Toen het ernaar uitzag dat het café zou verdwijnen omdat er geen overnemer werd gevonden, kocht Eizeringenaar Kurt Panneels het pand. Sinds januari 2000 baat hij samen met zijn broer Yves en ouders het café uit. Met de hulp van vader Maurice renoveerde Kurt het gebouw. Die renovatie duurde vijf jaar. Toch was het café ook tijdens de werken elke zondag open.

## Trivia
In de jaren 1980 zou het café een paar dagen lang 'In de Verzekering tegen de Blote Borst' hebben geheten, nadat kwajongens uit het dorp enkele letters op het naambordje hadden vervangen.